# هيالتيفاد
هيالتيفاد (بالسويدية: Hjältevad) هي محلة صغيرة تقع في بلدية إكشو ضمن محافظة يونشوبينغ في السويد. تقع في منطقة سمولاند التاريخية جنوب البلاد.

## السكان
بلغ عدد سكان هيالتيفاد حوالي 225 نسمة حسب إحصاء 31 ديسمبر 2010، يعيشون على مساحة تقدّر بـ 0.72 كيلومتر مربع، بكثافة سكانية تبلغ نحو 312 نسمة لكل كيلومتر مربع.

## الجغرافيا
تتميز هيالتيفاد بموقعها الريفي الهادئ، وهي محاطة بالغابات والبحيرات النموذجية لمقاطعة سمولاند. تشتهر المنطقة بالتقاليد الحرفية السويدية والمناظر الطبيعية الجذابة.

## النقل
ترتبط المحلة بشبكة الطرق المحلية في بلدية إكشو، وتُعد أقرب المراكز الحضرية إليها مدينة إكشو التي تقع على مسافة قريبة منها.